# Бенье, Жорж
Жорж Марселле́н Бенье́ (фр. Georges Marcellin Bainier, 3 июня 1848 — апрель 1920) — французский аптекарь и миколог-микробиолог.

## Биография
Родился 3 июня 1848 года в городе Монтаржи в центральной части Франции.
Учился в Высшей школе Парижа. 28 февраля 1882 года получил диплом аптекаря I класса. Дипломная работа была посвящена мукоровым грибам, опубликована в марте 1882 года. В этой работе Бенье выделил ряд новых родов зигомицетов. В 1884 году Бенье напечатал дополнение к этой работе.
В 1907 году опубликовал описания родов Paecilomyces, Scopulariopsis и ряда других. В 1908 году получил премию за исследования микроскопических грибов. В 1910 году удостоен Премии имени К. Монтаня.
Скончался в Париже в апреле 1920 года.

## Некоторые научные публикации
- Bainier G. Étude sur les mucorinées. — Paris, 1882. — 136 p.

## Грибы, названные именем Ж. Бенье
- Bainieria G.Arnaud, 1952, nom. inval.
- Chaetomium bainieri Munk, 1952, nom. nov.
- Coemansia bainieri Kwaśna et al., 2002, nom. nov.
- Cryptococcus bainieri Sartory, 1906
- Cunninghamella bainieri Naumov, 1935 — Cunninghamella echinulata (Thaxt.) Thaxt. ex Blakeslee, 1905
- Mortierella bainieri Costantin, 1889
- Mucor bainieri B.S.Mehrotra & Baijal, 1963
- Penicillium bainieri Sacc., 1913